# Scenidiopis chionozyga
Scenidiopis chionozyga är en fjärilsart som beskrevs av Oswald Beltram Lower 1903. Scenidiopis chionozyga ingår i släktet Scenidiopis och familjen mott. Inga underarter finns listade i Catalogue of Life.